# Wladimir Fjodorowitsch Minorski
Wladimir Fjodorowitsch Minorski (russisch Владимир Фёдорович Минорский, wissenschaftliche Transliteration Vladimir Fëdorovič Minorskij; * 24. Januarjul. / 5. Februar 1877greg. in Kortschewa, Gouvernement Twer; † 25. März 1966 in Cambridge) war ein bedeutender russischer Orientalist und Iranist. Er betätigte sich vor allem auf dem Feld der Kurdologie.

## Beruflicher Werdegang
Wladimir Minorski (auch Vladimir Minorsky) erwarb seinen Schulabschluss mit Goldmedaille und begann anschließend ein Studium an der Universität Moskau, wo er von 1896 bis 1900 Jura studierte. Nach Abschluss dieses Faches studierte er orientalische Sprachen am Lasarew-Institut.
1903 begann er seine Tätigkeit im russischen Außenministerium, die ihn von 1904 bis 1908 nach Persien und von 1908 bis 1912 nach St. Petersburg sowie nach Turkestan führte.
1912 wurde er zum russischen Botschafter in Istanbul ernannt und wirkte im folgenden Jahr als Mitglied des Kaiserlich-Russischen Regierungsausschusses in der internationalen Kommission zur Festlegung der türkisch-persischen Grenze. Danach berief man ihn zur russischen Legation nach Teheran, von wo aus er 1919 nach Frankreich ging. Dort arbeitete er einige Jahre an der russischen Botschaft in Paris.
Ab 1923 unterrichtete Wladimir Minorski Persische Literatur an der École nationale des langues orientales vivantes, später auch Türkisch und islamische Geschichte.
Von August 1930 bis Januar 1931 wirkte er als Oriental Secretary anlässlich der Exhibition of Persian Art am Burlington House, London.
Seine Tätigkeit an der Universität London begann 1932, wo er als Dozent für Persische Sprache an der School of Oriental and African Studies (SOAS) arbeitete. Ab 1933 war er Dozent für Persische Literatur und Geschichte und 1937 Professor der Iranistik in der Nachfolge von Sir E. D. Ross.
1944 emeritierte er und wurde zum Ehrenmitglied der School of Oriental and African Studies (SOAS) ernannt.
Von 1948 bis 1949 war er Gastprofessor an der Universität Kairo.
Wladimir Minorski war unter anderem Corresponding Fellow der British Academy (1943), Ehrenmitglied der Société asiatique in Paris (1946), auswärtiges Mitglied (associé étranger) der Académie des Inscriptions et Belles-Lettres (1963) und Ehrendoktor der Université libre de Bruxelles (1948).
Wladimir Minorski hinterließ über 200 Schriften. Er wurde 1969 in Leningrad (heute St. Petersburg) beigesetzt.

## Veröffentlichungen (Auswahl)
- La domination des Daïlamites. Paris 1932.
- Hudud al-Alam. „The Regions of the World“. A Persian Geography, 372 A.H. - 982 A.D. Übersetzt und erläutert von Wladimir Minorski; mit einem Vorwort von Wassili Wladimirowitsch Bartold. Oxford University Press, London 1937 (Digitalisat).
- Studies in Caucasian History. Taylor’s Foreign Press, London 1953 (Digitalisat).
- Al-Akrād. Aus dem Russischen übersetzt von Maruf Khaznadar. Matba'at al-Nujum, Bagdad 1968
- Iran and Islam: In Memory of the Late Vladimir Minorsky. Herausgegeben von Clifford Edmund Bosworth. Edinburgh University Press, Edinburgh 1971.
- Persia, the Immortal Kingdom. Orient Commerce Establishment, London 1971.
- The Turks, Iran and the Caucasus in the Middle Ages. Collected Essays. Herausgegeben von John Andrew Boyle. Variorum Reprints, London 1978.
- Medieval Iran and its Neighbours. Variorum Reprints, London 1982 (Aufsatzsammlung).